# リトル・ジョー1B号
リトル・ジョー1B号（リトル・ジョー1Bごう、英: Little Joe 2）はアメリカ合衆国のマーキュリー計画の一環として行われた、マーキュリー宇宙船の性能試験である。この試験では、宇宙に行った動物の中の一頭である、ミス・サム (Miss Sam) と名づけられたメスのアカゲザルも船内に搭載されていた。ロケットは1960年1月21日、バージニア州ワロップス島から発射され、最大高度15キロメートルに達し、海に向けて水平距離18.9キロメートルを飛行した。宇宙船は海兵隊のヘリコプターによって回収され、発射から45分後にワロップス島に戻ってきた。ミス・サムは特に異常なく8分35秒の飛行に耐え、多くの「宇宙に行ったサル」の中の一頭となった。

## 写真
- 「宇宙に行った猿」ミス・サム
- リトル・ジョー1B号の飛行に備え、グラスファイバー製の防具を着せられ、容器に収められるミス・サム